# Jacques Lipchitz

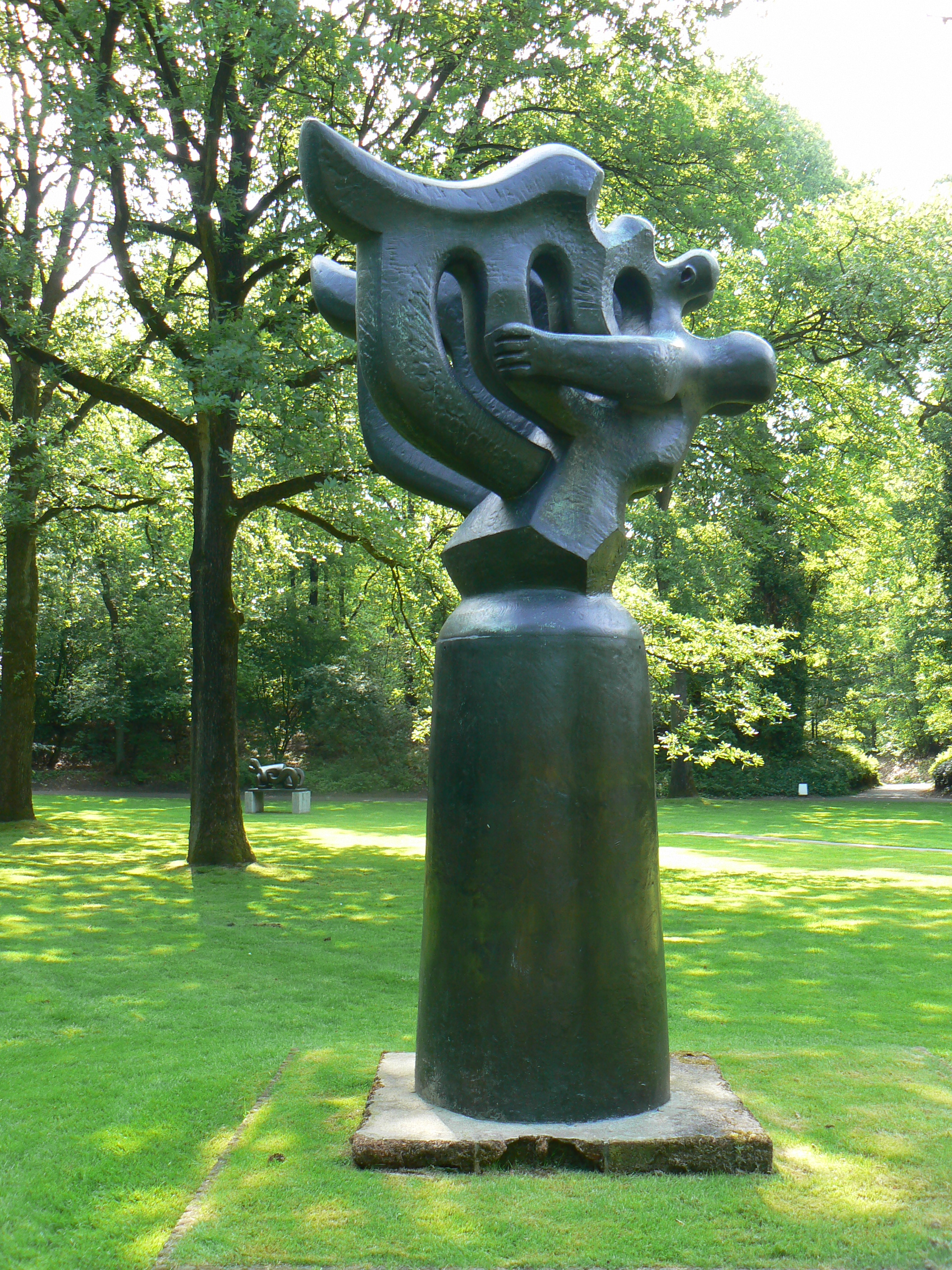
Le Chant des Voyelles (1931/2), Kröller-Müller Museum (KMM), Otterlo

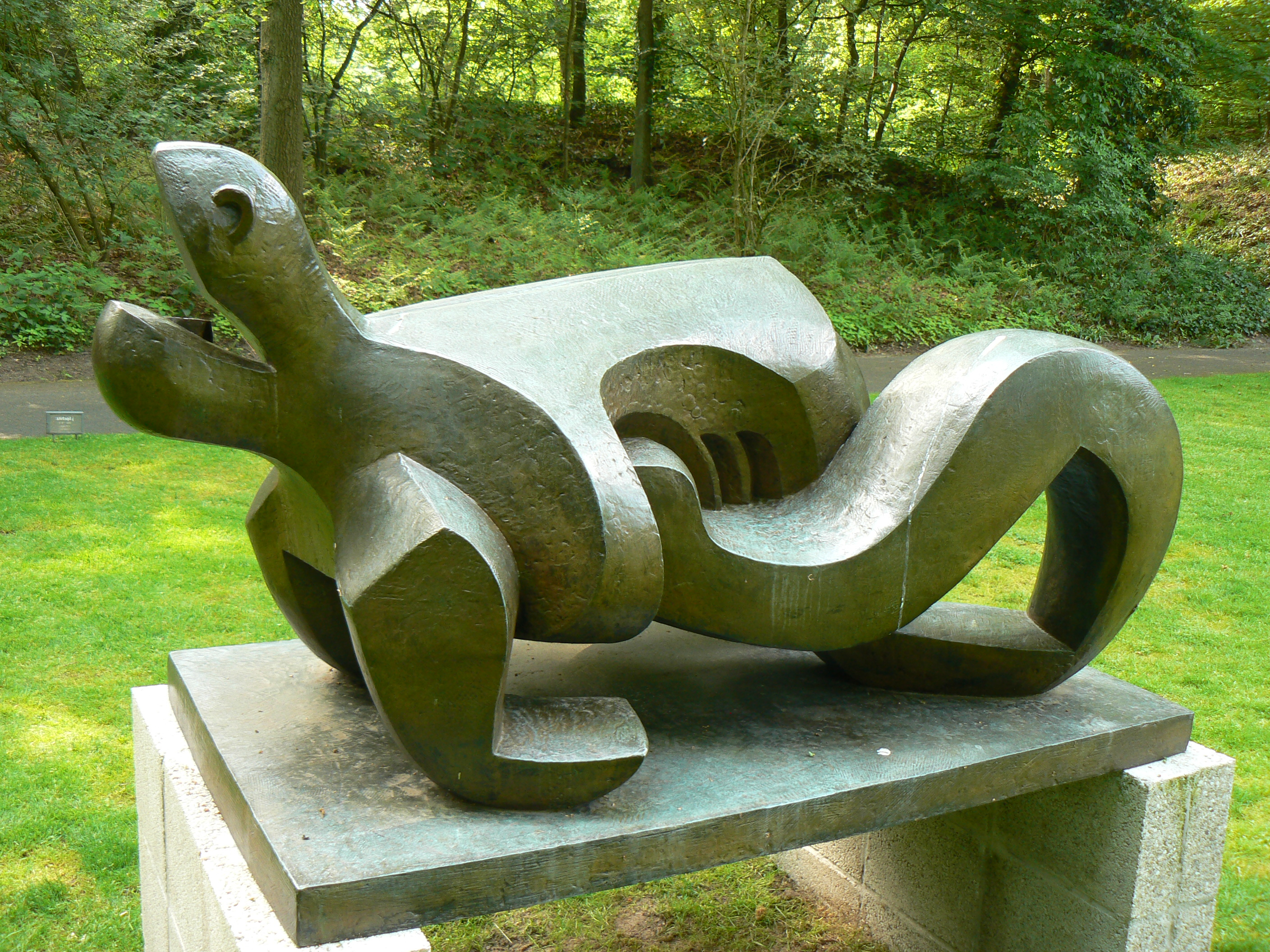
Le Cri (1928/9), KMM, Otterlo

Jacques Lipchitz, geboren als Chaim Jakob Lipchitz (Druskininkai (Litouwen), 22 augustus 1891 – Capri (Italië), 16 mei 1973) was een Frans-Amerikaanse beeldhouwer.

## Leven en werk
Tegen de wil van zijn vader, een Joodse bouwondernemer in Druskininkai, maar geholpen door zijn moeder, ging Lipchitz na zijn schoolopleiding in 1909 naar Parijs om kunst te studeren. Zonder geldige papieren (als Jood had hij een bijzondere reisvergunning nodig gehad) arriveerde hij in Parijs, waar hij zich liet inschrijven aan de École des Beaux Arts en de Académie Julian.
In 1913 ontmoette hij via de Mexicaanse kunstenaar Diego Rivera de kubisten Picasso, Gris en Archipenko. Zijn vriend Amedeo Modigliani schilderde in 1916 het bekende schilderij: Portret van de beeldhouwer Jacques Lipchitz en zijn vrouw Berthe Lipchitz.
Gedurende de Tweede Wereldoorlog moest Lipchitz als Jood Frankrijk ontvluchten. Hij vestigde zich in de Verenigde Staten en vond een nieuw tehuis in Hastings-on-Hudson, New York. In 1958 werd hij Amerikaans staatsburger. Hij werd uitgenodigd voor deelname aan de Biënnale van Venetië van 1952 en nam deel aan documenta II van 1959 en documenta III van 1964 in de Duitse stad Kassel.
Lipchitz stierf op 16 mei 1973 op het eiland Capri in Italië. Zijn lichaam werd bijgezet in Jeruzalem, Israël.

## Werken (selectie)
- "Sailor with Guitar" - (1914)
- "Schets voor een sculptuur" - (1916)[1]
- "Bather" - (1916-17)
- "Sitzender Mann mit Gitarre" - (1918) Lehmbruck-Museum in Duisburg
- "Bather, bronze" - (1923-1925)
- "La Joie de Vivre" - (1927), Israel Museum in Jeruzalem
- "Reclining Nude with Guitar" - (1928), een vroeg voorbeeld van het Kubisme
- "Dancer with Veil" - (1928)
- "Le cri" - (1928/29) beeldenpark van het Kröller-Müller Museum
- "Dancer" - (1929)
- "Le chant des voyelles" - (1931/32) in het beeldenpark van het Kröller-Müller Museum en bij het Kunsthaus Zürich in Zürich
- "Bull and Condor" - (1932)
- "Bust of a Woman" - (1932)
- "Sacrifici III" - (1949-1957) in het beeldenpark van het Museo de Bellas Artes de Caracas
- "Embracing Figures" - (1941)
- "Prometheus Strangling the Vulture" - (1944)
- "Rescue II"- (1947)
- "Mother and Child" - (1941-1945), Honolulu Academy of Arts en Billy Rose Art Garden in Jeruzalem
- "Mutter und Kind" - (1949), Lehmbruck-Museum in Duisburg
- "The Descent of the Spirit" (1955), Abbey Cloisters in Iona (County Argyll and Bute)
- "Bellerophon Taming Pegasus" - (1964-66), Broadgate Londen (geplaatst in 1987)
- "Buste John F. Kennedy" (1965), Marylebone Road in Londen
- "Peace on Earth" - (1967-1969), Los Angeles
- "The Tree of Life" - (1972), Hadassa Har Hatzofim Hospital in Jeruzalem

## Kröller-Müller Museum
Het Kröller-Müller Museum in Otterlo organiseerde in 1958 Nederlands grootste tentoonstelling ooit van werken van Jacques Lipchitz met 116 beeldhouwwerken. De tentoonstelling was eerder te zien in het Stedelijk Museum in Amsterdam en reisde na Otterlo door naar Bazel, Dortmund en Brussel.
In het beeldenpark van het Kröller-Müller Museum bevinden zich twee werken van Lipchitz:
- Le chant des voyelles (1931/2)
- Le cri (le couple) (1928/9)[2]

De tentoonstelling gaf een indrukwekkend beeld van het immense beeldend vermogen, dat schuilt in deze dynamische kunstenaar (A.M. Hammacher in 1960)

Maar ook na de tentoonstelling zijn verscheidene beelden van Lipschitz in de collectie van het Kröller-Müller (binnen) te zien.

## Literatuur

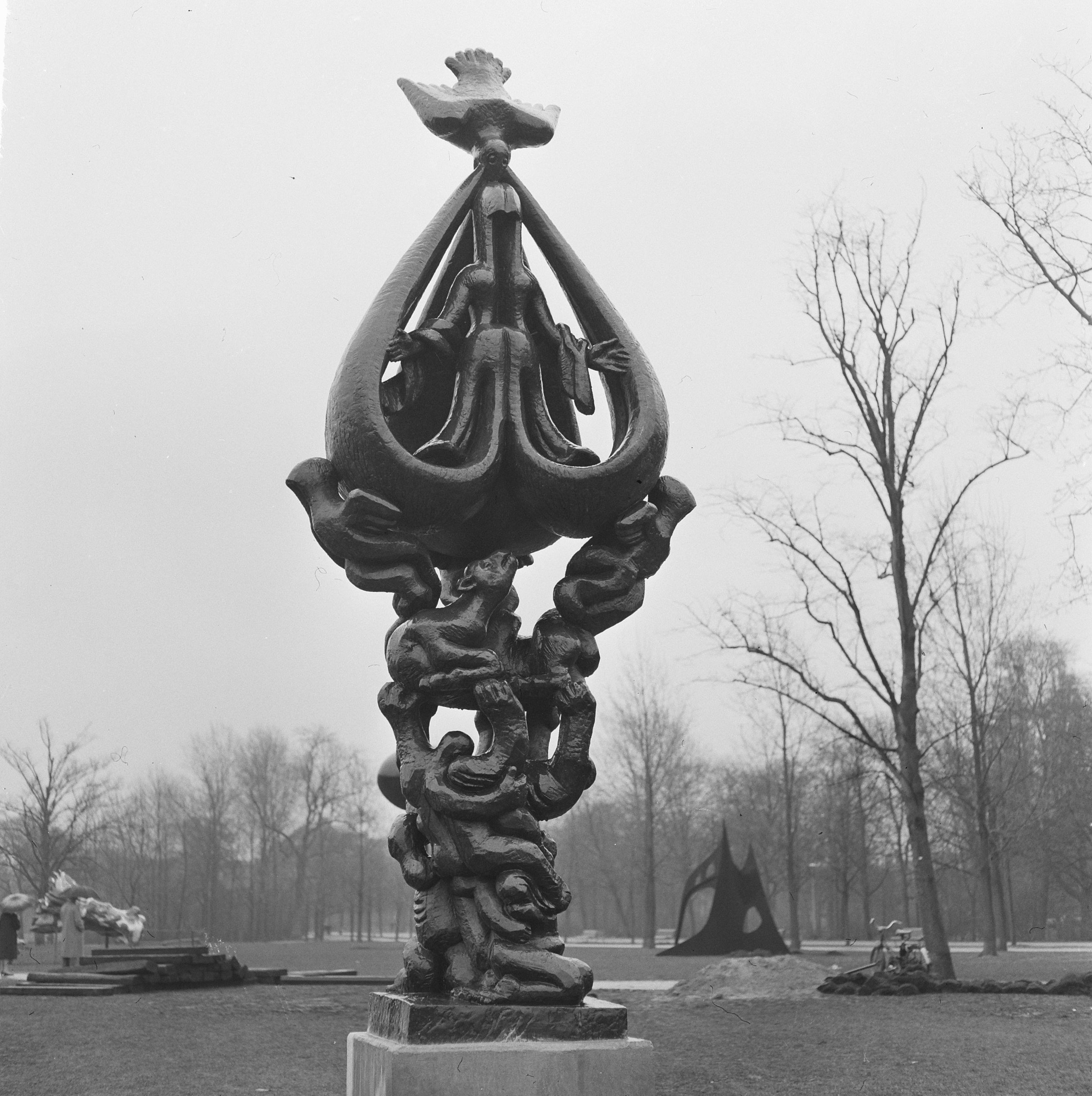
Between Heaven and Earth (Vondelpark, 1965)

## Fotogalerij

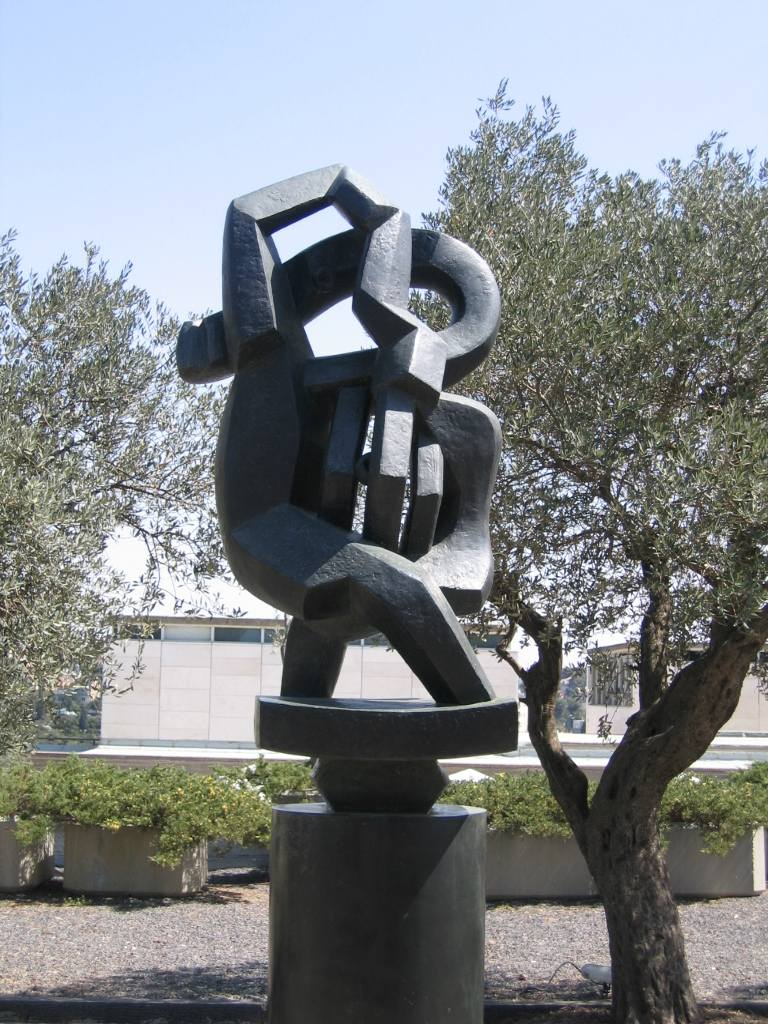
La Joie de Vivre (1927), Jeruzalem
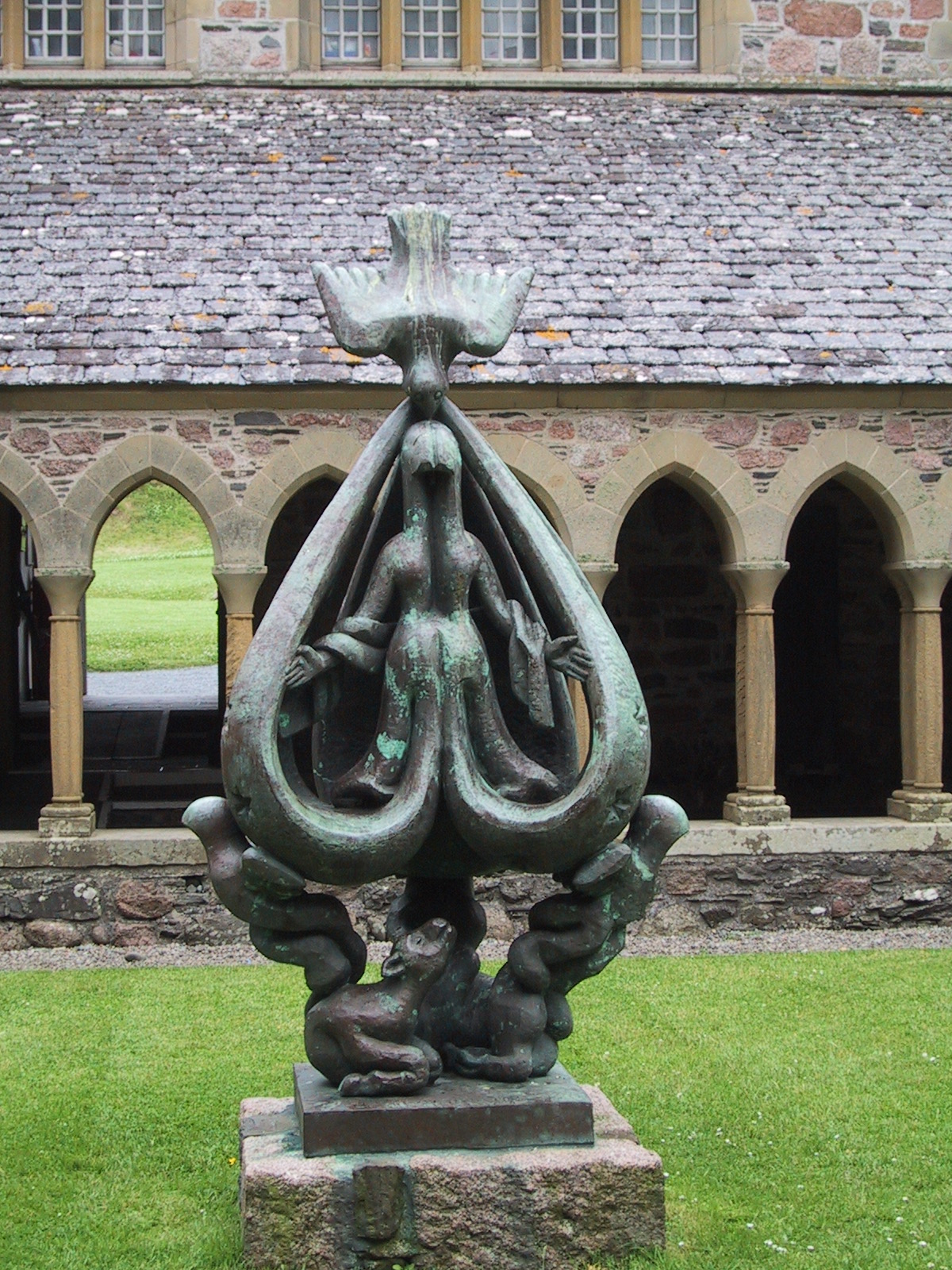
Descent of the Spirit (1955), Schotland
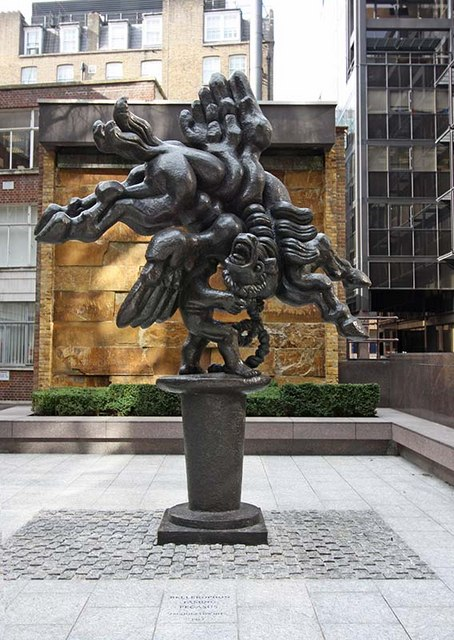
Bellerophon Taming Pegasus (1964), Londen
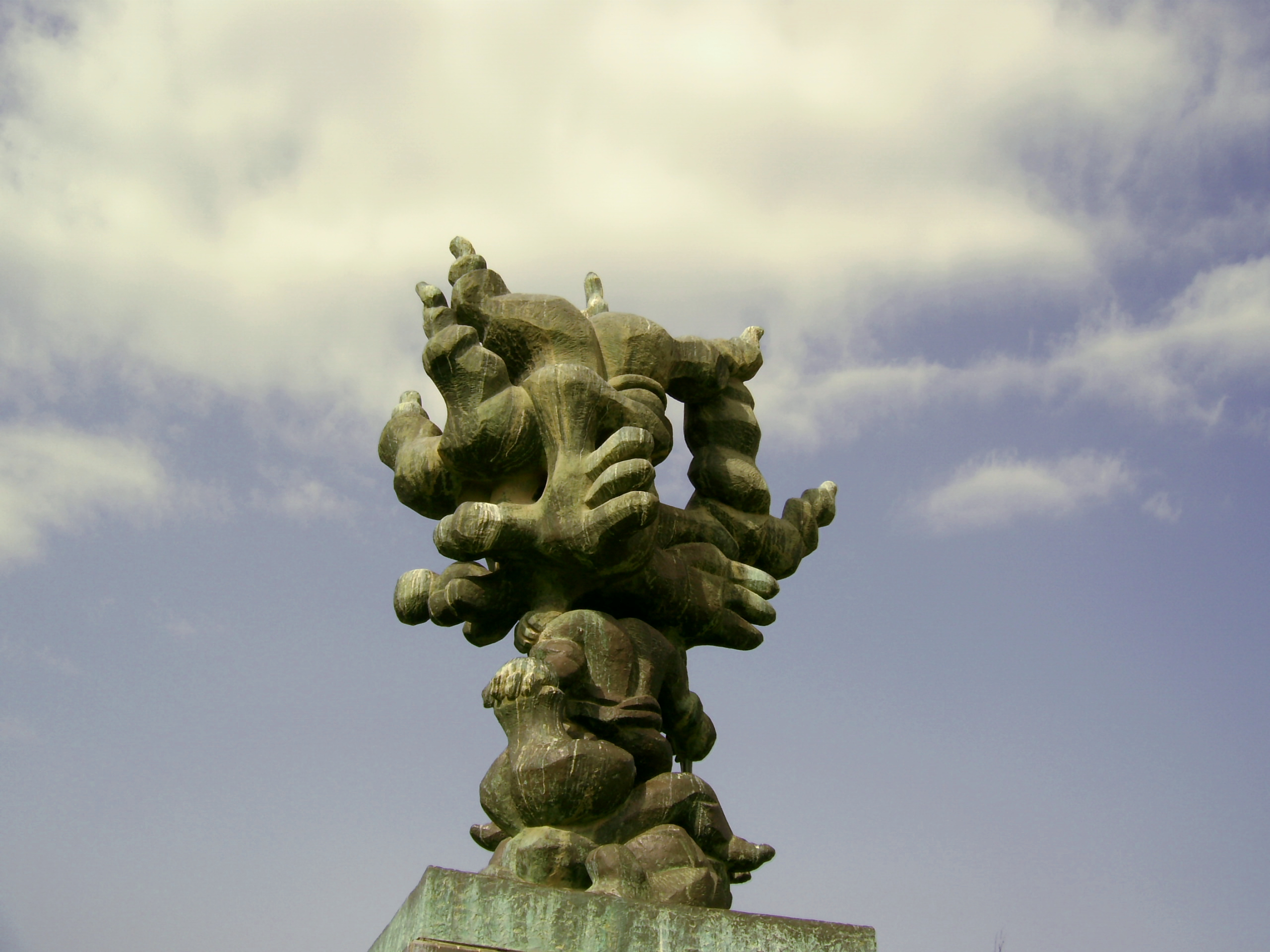
The Tree of Life (1972), Israël